# Зона интереса
Зона интереса (енгл. The Zone of Interest) је историјско-драмски филм из 2023. године, режисера и сценаристе Џонатана Глејзера, снимљен у ко-продукцији Уједињеног Краљевства и Пољске. Прича је лабаво базирана на истоименом роману Мартина Ејмиса, која је делимично заснована на стварним догађајима. Главне улоге тумаче Кристијан Фридел и Сандра Хилер као нацистички командант Рудолф Хес и његова супруга Хедвиг, који са породицом живе у кући у „Зони интереса” поред концентрационог логора Аушвиц.
Филм је премијерно приказан 19. маја 2023. на Канском филмском фестивалу, где је наишао на позитивне реакције критичара, који су нарочито похвалили режију, сценарио, минимално коришћење музике, фотографију, као и начин на који звук прича причу и ствара узнемирујућу атмосферу. На фестивалу је освојио велику награду и FIPRESCI награду, а Национални одбор за рецензију филмова га је прогласио једним од пет најбољих међународних филмова из 2023. године. Освојио је три награде БАФТА, укључујући ону за најбољи филм на страном језику, а био је номинован и за три награде Златни глобус. На 96. додели Оскара био је номинован у пет категорији (укључујући ону за најбољи филм), а однео је награде за најбољи међународни филм и најбољи звук.

## Радња
Године 1943, Рудолф Хес, командант концентрационог логора Аушвиц, живи са супругом Хедвиг и њихово петоро деце у идиличној кући поред логора. Хес води децу да пливају и пецају, а Хедвиг проводи време бринући се о башти. Јеврејски логораши им обављају кућне послове, а њихове ствари су дате породици. Иза баштенског зида чују се пуцњи, вика и звуци возова и пећница.
Хес добија план новог крематоријума и одобрава га. Једног дана, након што је приметио људске остатке у реци, он вади своју децу из воде и шаље шифровану поруку чуварима логора, кажњавајући их због непажње. Ноћу, једна Пољакиња се искрада и сакрива храну.
Хес добија вест да је унапређен у заменика инспектора концентрационих логора и да мора да се пресели у Оранијенбург, близу Берлина. Он није задовољан овом одлуком и неколико дана скрива вести од Хедвиг. Она тражи од њега да убеди своје претпостављене да пусте њу и децу да остану у свом дому; њихов захтев је одобрен. Пре него што Хес оде, супруга му долази у канцеларију желећи да још једном воде љубав. Хедвигина мајка долази да остане са породицом, али одлази након што је ноћу видела паљење у крематоријуму. Она оставља поруку која узнемирује Хедвиг.
У Берлину, у знак признања за његов рад, Освалд Пол задужује Хеса да предводи операцију названу по њему која ће превести 700.000 мађарских Јевреја у радне логоре или да буду убијени. То му омогућава да се врати у Аушвиц и поново нађе са својом породицом. Он присуствује забави коју организује СС Канцеларија привреде и управе. После тога, он телефонира Хедвиг да је време на забави провео размишљајући о најефикаснијем начину да убије присутне гасом.
Док Хес напушта своју берлинску канцеларију и силази низ степенице, он застаје, припада му мука и загледа се у мрак ходника. У данашње време, група чистачица чисти државни музеј Аушвиц-Биркенау. Назад у 1943. години, Хес наставља да силази низ степенице, спуштајући се даље у таму зграде.

## Улоге
| Глумац            | Улога                         |
| ----------------- | ----------------------------- |
| Кристијан Фридел  | Рудолф Хес                    |
| Сандра Хилер      | Хедвиг Хес                    |
| Јохан Картаус     | Клаус Хес                     |
| Луис Ноа Вите     | Ханс Хес                      |
| Неле Аренсмајер   | Инге-Бригит Хес               |
| Лили Фалк         | Хајдетраут Хес                |
| Медуса Кнопф      | Елфрида                       |
| Максимилијан Бек  | Шварцер                       |
| Андреј Исајев     | Бронек                        |
| Стефани Петровиц  | Софи                          |
| Мартина Познански | Марта                         |
| Зузана Кобела     | Анела                         |
| Имоген Коге       | Хедвигина мајка               |
| Ралф Херфорт      | Освалд Пол                    |
| Данијел Холцберг  | Герхард Маурер                |
| Јулија Полачек    | Александра Бистрон-Колођејчик |